# Heimatærde
Heimatærde is een Duits project van Dirk „Ash“ Dette en opgericht in 2004.
De stijl van de muziek is duister en agressief, wat vooral op het album Kadavergehorsam tot uiting komt. Heimatærde combineert harde electro, melodie en middeleeuwse instrumenten. Er worden ook veel quote's uit films gebruikt. Zo is bij "Gott ist mit uns" op het debuutalbum de film Van Helsing als bron gebruikt.
Op de cd's verschijnen vaak gastzangers. Zo was frontvrouw Anna-Marie Straatmann van Massiv in Mensch te horen op de maxi-cd Unter der Linden.
Bij het album Kadavergehorsam werkten bands als ASP en X-Fusion mee. X-Fusion heeft ook meegewerkt aan het album Gotteskrieger. Op Leben Geben, Leben Nehmen uit 2007 treden Denis Schober van Solitary Experiments en Henrik Iversen van Sonic Decoy op als gastzangers bij twee nummers. Het componeren, schrijven van teksten en het mixen doet Ash alleen. In 2007 stond het project voor het eerst op het podium. Dit was tijdens het Wave-Gotik-Treffen in Leipzig.

## Discografie

### Albums
- 2005: Gotteskrieger
- 2006: Kadavergehorsam
- 2007: Leben Geben, Leben Nehmen

### Singles
- 2004: Ich hab die Nacht getraeumet
- 2006: Unter der Linden
- 2008: Vater